# بانک اطلاعات فیلم بزرگسالان
بانک اطلاعالات فیلم بزرگسالان (Adult Film Database) با نام مخفف ای‌اف‌دی (AFD) یک پایگاه داده وب سایت بزرگسالان به زبان انگلیسی است که سعی می‌کند سوابق همه فیلم‌های پورنوگرافی و بازیگران فیلم‌های بزرگسالان را نگه‌داری کند. این داده‌ها شامل فیلم‌شناسی، بیوگرافی‌های جزئی، نقدها و عکس‌های بزرگسالان است که به‌طور منظم به‌روزرسانی می‌شود.